# تپه قلعه اجیرآباد
تپه قلعه اجیرآباد در شهرستان سرآب، بخش مرکزی، دهستان ابرغان، روستای اجیرآباد واقع شده و این اثر در تاریخ ۱۵ دی ۱۳۸۷ با شمارهٔ ثبت ۲۳۹۳۰ به‌عنوان یکی از آثار ملی ایران به ثبت رسیده است.